# Les dues vides d'Andrés Rabadán
Les dues vides d'Andrés Rabadán és una pel·lícula espanyola del 2009 dirigida per Ventura Durall, basada en la vida d'Andrés Rabadán, conegut com "l'assassí de la ballesta". Anteriorment, el mateix Durall n'havia fet un documental titulat El perdón, i amb la pel·lícula té la intenció de denunciar el sistema de presons, especialment el funcionament dels mòduls d'internament psiquiàtric, on Rabadán feia setze anys que estava tancat sense cap permís de sortida, tot i els informes favorables dels psiquiatres. També planteja el dilema si tothom mereix una segona oportunitat, independent dels crims que pugui haver comès. Has estat doblada al català.

## Sinopsi
El 6 de febrer de 1994, Marcial Rabadán i el seu fill Andrés Rabadán Escobar, de 19 anys, residents a Sant Genís de Palafolls, van discutir després de menjar per la temperatura d'un got de llet. Aleshores Andrés va cap a l'habitació i agafa una ballesta que li havien regalat el dia de Reis. Li dispara una fletxa al cap al seu pare, i després dues més "perquè no pateixi". Després d'abraçar el cadàver es lliura a la policia. Se li va diagnosticar esquizofrènia delirant paranoide i fou condemnat a 20 anys d'internament psiquiàtric, de manera que no podia acollir-se als beneficis del règim penitenciari. Durant l'empresonament, el protagonista se submergeix en una recerca personal on descobrirà que ell mateix ha estat el seu pitjor enemic, i que la seva única oportunitat de redempció es troba en l'amor.

## Repartiment
- Àlex Brendemühl - Andrés Rabadán
- Mar Ulldemolins - Carmen
- Andrés Herrera - Jordi
- Clara Segura - Sara
- Cristina Garcia - Eva
- Emilio Mencheta - Matahari
- Alfonso Ruiz - Marcial Rabadán
- Tania Roman - germana d'Andrés Rabadán

## Palmarès cinematogràfic
Premis Gaudí de 2010
| Categoria                   | Persona         | Resultat   |
| --------------------------- | --------------- | ---------- |
| Millor actor                | Àlex Brendemühl | Guanyador  |
| Millor actor de repartiment | Andrés Herrera  | Guanyador  |
| Millor actriu               | Clara Segura    | Guanyadora |

També va rebre el premi de l'audiència al Festival Internacional de Cinema d'Annonay i una menció especial al Festival de Cinema Espanyol de Nantes.